# Fàbrica de Gas (Tortosa)
La Fàbrica de Gas és una obra del municipi de Tortosa (Baix Ebre) inclosa en l'Inventari del Patrimoni Arquitectònic de Catalunya.

## Descripció
L'únic element conservat de l'antiga fàbrica de gas de Tortosa. Situat a l'angle que conformen la muralla exterior de la Suda en el sector del barri del Rastre i la muralla de la ciutat del segle xiv, darrere de l'Escola de la Mercè.
Es tracta de cinc primes columnes de ferro, unides per un enreixat del mateix material a la part superior, amb una petita roda a l'extrem superior de cadascuna d'elles. De cadascuna d'aquestes rodes penja un contrapès. Aquests permetien sostenir en el nivell adequat una plataforma també de ferro a manera de plat invertit que formava part del sistema amb el qual s'aconseguia el nivell i pressió per distribuir el gas per la ciutat.

## Història
El lloc que ocupava la Fàbrica de Gas, posteriorment recinte del Col·legi de la Mercè, havia estat anteriorment fossar. Aquest fou inaugurat el 1804. Fou traslladat a Sant Llàtzer posteriorment, i convertit el sector en zona de passeig des de 1862. La fàbrica es construí i entrà en funcionament el 1867. Aprofitava part de les construccions de l'antic fossar. En el pati central hi havia un gran tambor on s'emmagatzemava el gas, i a partir del qual es distribuïa. Els muntants conservats són els que mantenien i emmarcaven aquest gran tambor.
A l'enderrocar la factoria el 1983, per construir el centre escolar, van quedar al redescobert el portals de l'Olivera i la Bassa.